# Everything Sucks!
Everything Sucks! è una serie televisiva statunitense creata da Ben York Jones e Michael Mohan. La serie ha debuttato su Netflix il 16 febbraio 2018 in tutti i territori in cui è disponibile. Il 6 aprile Netflix ha cancellato la serie dopo una sola stagione.

## Trama
La serie ruota attorno a due gruppi di studenti della Boring High School in Oregon nel 1996. Luke O'Neil è una matricola come i suoi amici McQuaid e Tyler, che sono visti come emarginati sociali. Il primo giorno di scuola superiore entrano nell’A/V Club, dove Luke prende una cotta per Kate Messner, la figlia del preside e iscritta al secondo anno. Kate, tuttavia, inizia a mettere in discussione la sua sessualità e si innamora di una studentessa del Drama Club, Emaline Addario, che sta frequentando il compagno di recitazione Oliver Schermerhorn. Tuttavia, Kate inizia a frequentare Luke dopo che le voci sulla sua omosessualità si erano diffuse nella scuola.
Quando una distruzione accidentale delle scenografie causa la cancellazione dello spettacolo, Luke e i suoi amici suggeriscono che l'A/V Club e il Drama Club girino insieme un film che verrà proiettato a tutta la scuola. Luke, nel frattempo, comincia a visionare i nastri VHS che suo padre ha fatto prima di lasciare lui e sua madre. La madre di Luke, Sherry, inizia una relazione con Ken, il padre di Kate nonché preside della scuola, dopo averla convocata negli uffici scolastici a causa del comportamento di Luke.

## Personaggi e interpreti

### Principali
- Luke O’Neil, interpretato da Jahi Di'Allo Winston e doppiato da Tito Marteddu. Amico di Kate. Si innamorerà di lei.
- Kate Messner, interpretata da Peyton Kennedy e doppiata da Agnese Marteddu. È una ragazza che affronta la scoperta della sua omosessualità.
- Ken Messner, interpretato da Patch Darragh e doppiato da Roberto Stocchi. Padre di Kate.
- Sherry O'Neil, interpretata da Claudine Mboligikpelani Nako e doppiata da Sabrina Duranti.
- McQuaid, interpretato da Rio Mangini e doppiato da Riccardo Suarez.
- Tyler, interpretato da Quinn Liebling e doppiato da Arturo Valli.
- Emaline Addario, interpretata da Sydney Sweeney e doppiata da Ludovica Bebi. Fidanzata di Oliver. Prenderà di mira Kate ma le cose cambieranno quando scoprirà di provare sentimenti per lei.
- Oliver Schermerhorn, interpretato da Elijah Stevenson e doppiato da Alex Polidori.

### Ricorrenti
- Leslie, interpretata da Abi Brittle.
- Cedric, interpretato da Jalon Howard, doppiato da Alberto Franco.
- Scott Pocket, interpretato da Connor Muhl.
- Jessica Betts, interpretata da Nicole McCullough.
- Mr. Stargrove, interpretato da Ben York Jones, doppiato da Ivan Andreani.
- Leroy O'Neil, interpretato da Zachary Ray Sherman, doppiato da Gianluca Cortesi.

## Episodi
| Stagione       | Episodi | Pubblicazione USA | Pubblicazione Italia |
| -------------- | ------- | ----------------- | -------------------- |
| Prima stagione | 10      | 2018              | 2018                 |

## Produzione
Anche se ambientato a Boring, una vera città situata appena fuori dall'area metropolitana di Portland, le riprese della serie si sono svolte a Oregon City e Portland nell'estate 2017.

## Accoglienza
La serie è accolta positivamente dalla critica. Sull'aggregatore di recensioni Rotten Tomatoes ha un indice di gradimento del 68% con un voto medio di 5,58 su 10, basato su 32 recensioni. Il commento del sito recita "Una serie imperfetta che segna tutte le scatole della nostalgia, Everything Sucks! riesce ancora a strattonare le corde del cuore". Su Metacritic, invece, ha un punteggio di 62 su 100, basato su 19 recensioni.
La serie è spesso paragonata a Stranger Things, Freaks and Geeks, così come a Degrassi: The Next Generation.